# Mecaphesa hiatus
Mecaphesa hiatus là một loài nhện trong họ Thomisidae.
Loài này thuộc chi Mecaphesa. Mecaphesa hiatus được miêu tả năm 1970 bởi Suman.